# Philippe Montigny
Pour les articles homonymes, voir Montigny.
 (juillet 2019).
 (juillet 2019).
Philippe Montigny, né en 1959 à Besançon (France), est un expert international dans le domaine de la lutte contre la corruption.
Il a fondé ETHIC Intelligence en 2001 et a conçu en 2005 le premier système de certification des dispositifs anti-corruption qui a ouvert la voie à la norme ISO 37001 publiée en 2016.

## Formation
Philippe Montigny a fait des études de Philosophie (1977-1983) à la Sorbonne ainsi qu'à Heidelberg où il s'est spécialisé sur la Science de la Logique de Hegel. Il continue ses recherches en logique et intelligence artificielle (1983-1984) au Laboratoire d'Informatique des Sciences de l'Homme (LISH – CNRS) où il a créé la revue « Méthodologie-Informatique – Philosophie » qui deviendra « Technologos ».
En 2004, il a été auditeur diplômé de l'Institut des hautes études de Défense nationale (IHEDN).

## Carrière

### Ministère de la Recherche / Ministère de l'Industrie (1985 – 1987)
Chef de la division de l'évaluation (1985-1987) au Centre de Prospective et d'Évaluation (Service commun au Ministère de la Recherche et au Ministère de l'Industrie), dirigé par Thierry Gaudin, Philippe Montigny a participé à la préparation de la Loi n° 85-1376 du 23 décembre 1985 relative à la recherche et au développement technologique et a conduit l'évaluation de nombreux programmes publics de recherche.

### Organisation de Coopération et de Développement Économiques (1987-1997)
Il devient conseiller spécial de Robert Chabbal, lorsque celui-ci quitte la direction générale du Ministère de la Recherche pour être nommé Directeur de la Science, la Technologie et l'Industrie (1987-1990) à l'OCDE. Il entre ensuite au cabinet du Secrétaire Général, Jean-Claude Paye (1990-1996), puis de celui de Donald Johnston (1996-1997) et enfin de Jean Bonvin, Président du Centre de Développement de l'OCDE (1997).
Participant comme rédacteur aux réunions ministérielles de l'Organisation, il a notamment contribué aux négociations qui ont conduit à la signature de la Convention de l'OCDE contre la corruption en décembre 1997.
Après avoir quitté l'Organisation en 1998, les Secrétaires généraux Donald Johnston puis José Angel Gurria, l'ont successivement nommé médiateur de l'OCDE, une fonction qu'il exercera pro-bono entre 1999 et 2009.

### Haut-Commissariat des Nations-Unies pour les Réfugiés (1993)
À la suite de la conduite pour le compte de l'OCDE de plusieurs missions en Yougoslavie dans les mois précédents le conflit, Philippe Montigny obtient en 1993 un congé de l'Organisation pour rejoindre l'UNHCR comme officier de terrain en poste à Banja Luka (Bosnie-Herzégovine) sous la direction de Larry Hollingworth. À son retour, il publiera Quand il fait froid la mort : guerres en Bosnie, Éditions Dagorno (1994).

### ETHIC Intelligence (1998-2021)
En 1998, il est associé et directeur exécutif du cabinet anglais International Development & Strategies dont il devient le seul actionnaire en 2001. Il domicilie alors l'entreprise à Paris et la spécialise dans les questions de prévention de la corruption.
En 2005, il conçoit le premier processus de certification des programmes de conformité anti-corruption qu'il décrit notamment dans un ouvrage L'entreprise face à la corruption internationale. International Development & Strategies devient alors une agence de certification sous le nom d'ETHIC Intelligence et réalise la première certification anti-corruption en 2006.
Par la suite, ETHIC Intelligence a certifié des entreprises ou des filiales comme Schneider Electric, Alstom, Siemens, Airbus, Orange,,,
Philippe Montigny a participé aux consultations lancées par les autorités britanniques préalablement à la publication du UK Bribery Act en 2010, et la certification anti-corruption a été reconnue comme un droit opposable (affirmative defense) dans les lignes directrices britanniquesau regard du délit de défaut de prévention de la corruption.
Pour la première fois, la certification ETHIC Intelligence est citée dans un jugement comme un élément témoignant de la volonté d'une entreprise de prévenir la corruption, dans une ordonnance de rejet (order to dismiss) des autorités suisses en 2011.
Philippe Montigny a participé aux consultations conduites par le British Standard Institute (BSI) qui ont conduit à la rédaction du standard BS 10500 : « Anti-Bribery Management System » en 2011.
Membre du Comité technique et co-rédacteur de la norme ISO 19600:2014 (Système de gestion de la conformité) publiée en 2014 puis de la norme ISO 37001:2016 (Système de gestion anti-corruption) publiée en 2016, Philippe Montigny a été chargé de la coordination des deux normes (ISO Liaison Officer). Il a été l'un des réviseurs de la norme NF ISO 37001 publiée par l'AFNOR.
En 2017, ETHIC Intelligence a conduit, sous la direction de Philippe Montigny, les toutes premières certifications ISO 37001 et organisé les premières formations sur les certifications ISO 19600 et ISO 37001 en Europe, Asie, Moyen-Orient, Afrique, Amérique.
ETHIC Intelligence étant devenu le leader mondial de la Certification Anti-corruption, Philippe Montigny en cède le capital en 2018 à la société, The Red Flag Group, basée à Hong Kong,. 
Entre octobre 2018 et décembre 2021 Philippe Montigny, a assuré la fonction de Président du Comité de Certification d'ETHIC Intelligence.
Philippe Montigny intervient comme orateur sur les questions d'éthiques dans la pratique des affaires dans de nombreuses conférences internationales, dont certaines de ses conférences ont été reprises dans un ouvrage qu'il a publié en 2018 : Integrity for competitiveness : on the road with compliance officers.

### Mandats, enseignements et associations
Philippe Montigny est depuis juin 2021 le Président du Comité Scientifique de Smart Global Governance, une société qui édite une plateforme digitale pour et la gestion intégrée des risques dans le domaine de la compliance.
Philippe Montigny a été le fondateur et le Président de la Commission anti-corruption du Conseil Français des Investisseurs en Afrique (CIAN) entre 2002 et 2018.
Il assuré le cours consacré à « L'incrimination de la corruption transnationale » de la Chaire Ethique et Droit des Affaires, à la faculté de droit de Cergy-Pontoise entre 2008 et 2019. 
Entre 2006 et 2015, Philippe Montigny a été Conseiller du Commerce Extérieur de la France. 
Philippe Montigny est membre de l'association des auditeurs de l'Institut des hautes études de Défense nationale (Association régionale, AR16).
Il est membre de l'Association of Certified Fraud examiners.